# Europamästerskapen i friidrott 2024 – Damernas längdhopp
Damernas längdhopp vid europamästerskapen i friidrott 2024 avgjordes mellan den 11 och 12 juni 2024 på Olympiastadion i Rom i Italien.
Guldet togs av tyska Malaika Mihambo efter ett hopp på 7,22 meter, vilket blev ett nytt världsårsbästa. Silvret togs av italienska Larissa Iapichino och bronset togs av portugisiska Agate de Sousa.

## Rekord
| Rekord inför EM 2024 | Rekord inför EM 2024      | Rekord inför EM 2024 | Rekord inför EM 2024     | Rekord inför EM 2024 |
| -------------------- | ------------------------- | -------------------- | ------------------------ | -------------------- |
| Världsrekord         | Galina Tjistiakova (URS)  | 7,52 m               | Leningrad, Sovjetunionen | 11 juni 1988         |
| Europarekord         | Galina Tjistiakova (URS)  | 7,52 m               | Leningrad, Sovjetunionen | 11 juni 1988         |
| Mästerskapsrekord    | Heike Drechsler (GDR)     | 7,30 m               | Split, Jugoslavien       | 28 augusti 1990      |
| Världsårsbästa       | Tara Davis-Woodhall (USA) | 7,18 m               | Albuquerque, USA         | 16 februari 2024     |
| Europaårsbästa       | Malaika Mihambo (GER)     | 6,95 m               | Berlin, Tyskland         | 23 februari 2024     |

## Program
Alla tider är lokal tid (UTC+1)
| Datum        | Tid   | Omgång |
| ------------ | ----- | ------ |
| 11 juni 2024 | 10:35 | Kval   |
| 12 juni 2024 | 20:54 | Final  |

## Resultat

### Kval
Kvalregler: Hopp på minst 6,70 meter 0Q0 eller de 12 friidrottare med längst hopp 0q0 gick vidare till finalen.
| Placering | Grupp | Namn                  | Nationalitet  | #1    | #2    | #3    | Distans | Noteringar |
| --------- | ----- | --------------------- | ------------- | ----- | ----- | ----- | ------- | ---------- |
| 1         | B     | Malaika Mihambo       | Tyskland      | 7,03  | 0,00  | 0,00  | 7,03    | 0Q0, 0EB0  |
| 2         | B     | Annik Kälin           | Schweiz       | x     | 6,83  | 0,00  | 6,83    | 0Q0        |
| 3         | B     | Hilary Kpatcha        | Frankrike     | 6,61  | 6,82  | 0,00  | 6,82    | 0Q0, 0SB0  |
| 4         | A     | Agate de Sousa        | Portugal      | 6,72  | 0,00  | 0,00  | 6,72    | 0Q0        |
| 5         | B     | Alina Rotaru-Kottmann | Rumänien      | 6,63  | 5,08  | 6,71  | 6,71    | 0Q0, 0=SB0 |
| 6         | A     | Plamena Mitkova       | Bulgarien     | 6,42  | 6,52  | 6,71  | 6,71    | 0Q0, 0PB0  |
| 7         | A     | Larissa Iapichino     | Italien       | 6,71  | 0,00  | 0,00  | 6,71    | 0Q0        |
| 8         | A     | Fátima Diame          | Spanien       | 6,50  | 6,28  | 6,70  | 6,70    | 0Q0        |
| 9         | B     | Mikaelle Assani       | Tyskland      | 6,67  | x     | r     | 6,67    | 0q0        |
| 10        | A     | Jogailė Petrokaitė    | Litauen       | x     | 6,65  | 6,49  | 6,65    | 0q0, 0SB0  |
| 11        | A     | Magdalena Bokun       | Polen         | 6,65  | x     | x     | 6,65    | 0q0, 0SB0  |
| 12        | B     | Filippa Kviten        | Cypern        | 6,37  | 6,57  | 6,63  | 6,63    | 0q0, 0SB0  |
| 13        | A     | Pauline Hondema       | Nederländerna | x     | 6,17  | 6,63  | 6,63    | 0SB0       |
| 14        | A     | Maja Åskag            | Sverige       | 6,20  | 6,60  | 6,52  | 6,60    | 0SB0       |
| 15        | A     | Florentina Iusco      | Rumänien      | x     | 6,58  | x     | 6,58    |            |
| 16        | B     | Tilde Johansson       | Sverige       | x     | 6,55  | 6,29  | 6,55    | 0SB0       |
| 17        | A     | Milica Gardašević     | Serbien       | 6,55  | x     | x     | 6,55    |            |
| 18        | A     | Neja Filipič          | Slovenien     | 6,11  | 6,21  | 6,53  | 6,53    | 0SB0       |
| 19        | B     | Tessy Ebosele         | Spanien       | 6,47  | 6,37  | 6,37  | 6,47    |            |
| 20        | B     | Petra Bánhidi-Farkas  | Ungern        | 6,22  | 6,37  | 6,46  | 6,46    |            |
| 21        | B     | Nikola Horowska       | Polen         | 6,46  | x     | 6,14  | 6,46    |            |
| 22        | A     | Laura Raquel Müller   | Tyskland      | 6,28  | x     | 6,43  | 6,43    |            |
| 23        | A     | Jessica Kähärä        | Finland       | x     | 6,39  | 6,18  | 6,39    |            |
| 24        | B     | Oksana Mahlolovets    | Ukraina       | x     | 6,39  | x     | 6,39    |            |
| 25        | A     | Anasztázia Nguyen     | Ungern        | x     | x     | 6,32  | 6.32    |            |
| 26        | B     | Angelina Topić        | Serbien       | x     | x     | 6,29  | 6,29    |            |
| 27        | A     | Daniela Gubler        | Schweiz       | 5,67  | 6,26  | 6,10  | 6,26    |            |
| 28        | B     | Evelise Veiga         | Portugal      | x     | x     | x     | NM      |            |
| 29        | B     | Diana Lesti           | Ungern        | 0DNS0 | 0DNS0 | 0DNS0 | 0DNS0   | 0DNS0      |

### Final
| Placering | Namn                  | Nationalitet | #1   | #2   | #3   | #4   | #5   | #6   | Distans | Noteringar |
| --------- | --------------------- | ------------ | ---- | ---- | ---- | ---- | ---- | ---- | ------- | ---------- |
| 1         | Malaika Mihambo       | Tyskland     | 6,70 | 7,22 | x    | –    | 7,04 | 6,54 | 7,22    | 0VB0       |
| 2         | Larissa Iapichino     | Italien      | 6,82 | 6,84 | x    | 6,86 | 6,90 | 6,94 | 6,94    | EU23L      |
| 3         | Agate de Sousa        | Portugal     | 6,87 | 6,86 | 6,91 | x    | 6,83 | 6,62 | 6,91    | 0SB0       |
| 4         | Mikaelle Assani       | Tyskland     | 6,79 | 6,67 | 6,91 | 6,60 | x    | 6,71 | 6,91    | 0=PB0      |
| 5         | Hilary Kpatcha        | Frankrike    | 6,67 | 6,63 | 6,88 | 6,32 | 6,46 | 6,65 | 6,88    | 0PB0       |
| 6         | Annik Kälin           | Schweiz      | 6,45 | 6,68 | 6,82 | x    | 6,62 | x    | 6,82    |            |
| 7         | Plamena Mitkova       | Bulgarien    | x    | 6,80 | x    | 6,62 | x    | x    | 6,80    | 0PB0       |
| 8         | Fátima Diame          | Spanien      | 6,69 | x    | x    | x    | x    | 6,68 | 6,69    |            |
| 9         | Alina Rotaru-Kottmann | Rumänien     | 6,54 | 6,68 | x    |      |      |      | 6,68    |            |
| 10        | Jogailė Petrokaitė    | Litauen      | x    | 6,41 | 6,68 |      |      |      | 6,68    | 0SB0       |
| 11        | Filippa Kviten        | Cypern       | 6,58 | x    | 6,22 |      |      |      | 6,58    |            |
| 12        | Magdalena Bokun       | Polen        | x    | x    | 6,38 |      |      |      | 6,38    |            |